# Каракозово
Карако́зово (рос. Каракозово) — селище у складі Томського району Томської області, Росія. Входить до складу Ітатського сільського поселення.

## Населення
Населення — 2 особи (2010; 11 у 2002).
Національний склад (станом на 2002 рік):
- росіяни — 100 %